# ATS 2500 GT
ATS 2500 GT – sportowy samochód osobowy produkowany przez włoską firmę Automobili Turismo e Sport w latach 1963-1965. Dostępny jako 2-drzwiowe coupé. Do napędu użyto silnika V8 o pojemności 2,5 litra. Moc przenoszona była na oś tylną poprzez 5-biegową manualną skrzynię biegów. Powstało 12 egzemplarzy modelu 2500 GT.

## Dane techniczne

### Silnik
- V8 2,5 l (2468 cm³), 2 zawory na cylinder, SOHC
- Układ zasilania: cztery gaźniki Weber
- Średnica × skok tłoka: 76,00 mm x 68,00 mm
- Stopień sprężania: 9,2:1
- Moc maksymalna: 213 KM (157 kW) przy 7500 obr./min
- Maksymalny moment obrotowy: 274 N•m przy 5800 obr./min

### Osiągi
- Prędkość maksymalna: 241 km/h